# 汶州
汶州，中国南北朝时设置的州。
北周保定四年（564年）改南梁绳州置汶州，治所在广阳县（今四川茂县西北）。辖境相当今四川茂县、北川羌族自治县、汶川县一带。下辖北部郡、汶山郡。北部郡下辖广阳县、北川县，汶山郡下辖汶川县。隋文帝开皇五年（585年）改汶州为蜀州。